# Lego Dino Attack
LEGO DINO Attack, eller DINO 2010, är en rad produkter tillverkade av Lego. Produkterna inriktade sig på åldersgruppen 6-12 år och lanserades i USA, Japan och Australien i juli 2005. I oktober 2005 släpptes sedan DINO Attack i övriga världen.

## Handling

### Amerikanska, japanska och australiensiska versionen
Legos beskrivning av serien lyder: "År 2010 dyker märkliga mutant-dinosaurier upp och attackerar alla de större städerna i världen. Ett mäktigt team måste stoppa dem. Det består av Shadow, Digger, Specs och Viper. Men dessa underliga dinosaurier har större krafter än jordens befolkning har anat. Kommer DINO ATTACK-teamet att besegra dinosaurierna? Eller kommer världen än en gång att falla i ruiner?" . Baserat i New York måste teamet använda de mest kraftfulla fordon människan har skådat, som exempelvis en T-1 Typhoon helikopter, Iron Predator pansarvagn, och Fire Hammer humvee.

### Europeiska versionen
Europeiska DINO Attack är olik det amerikanska originalet. Dessa produkter kallades DINO 2010 och äger rum efter de ovan nämnda händelserna. Istället för stora vapen har produkterna änterhakar och stora burar för att fånga de enorma mutanterna. Platsen har också ändrats från en ruinstad till en djup djungel. Detta förmodligen på grund av censurering då den nordamerikanska versionen är mycket våldsam.